# Philipp II. von Eberstein
Philipp II. von Eberstein (* 1523; † 11. September 1589 in Remlingen) war Graf von Eberstein, kaiserlicher Rat, Oberster Hauptmann und Landvogt im Oberelsass.
Seine Eltern waren Wilhelm IV. von Eberstein (1497–1562) und dessen Ehefrau Johanna von Hanau-Lichtenberg (1507–1572).

## Leben
Er ging früh in spanische Dienste, wohin ihm sein Bruder Otto IV. (1533–1576) folgte. Für seine Dienste wurde er bereits 1555 von Philipp von Spanien zum Obristen über ein Regiment deutschen Fußvolks ernannt. Er erhielt dafür ein Gehalt von 1200 Livres.
Im Jahr 1556 wurde er auch kaiserlicher Landvogt und Hauptmann von Vorderösterreich (Oberelsass), als er einen Streit zwischen dem Rat der Stadt Straßburg und dem Bischof von Straßburg über die Benutzung des Münsters schlichten musste. Im Jahr 1560 war er zudem Abgesandter des Kaisers beim Konvent der protestantischen Fürsten in Naumburg.
Nach dem Tod seines Vaters kam es zu schwierigen Erbverhandlungen zwischen den Erben. Philipp erbte die Grafschaft, aber auch Schulden in Höhe von 75.800 Talern.
In späteren Jahren wurde Philipp von einer Gemütskrankheit befallen, die immer schlimmer wurde. So wurde auf Befehl Rudolf II. Hauprecht von Eberstein zu seinem Kurator ernannt. Dieser konnte das Amt aber wegen des Krieges in den Niederlanden nicht übernehmen, da er dort als spanischer Oberst gebraucht wurde. So wurde der württembergische Rat und Oberamtmann von Meckmühl Christoph Landschad von Steichnach zu dessen Stellvertreter ernannt. Die Vollmacht datiert vom 18. Dezember 1577.
Dennoch erhielt Philipp 1579 vom Erzherzog Ferdinand noch Boltringen zum Lehen. Philipp starb nach langer Krankheit am 11. September 1589.
Große Bedeutung hatte er für die Schiffer des Murgtals. Die Murgschifferschaft hatte schon früher das Holz aus den herrschaftlichen Wäldern gekauft und geflößt; so verkaufte der Graf ihnen nun den gesamten Holzhandel, Wälder und Mühlen für die Summe von 3500 Talern. Dadurch erschien die Kooperation der Murgschiffer 1569 als Grundbesitzer und konnte durch den Handel erheblichen Wohlstand erlangen.

### Familie
Er war zweimal verheiratet. Seine erste Frau wurde 1556 die zweimalige Witwe Johanna de Bailleul, Dame de Douxlieu (Anna von Donliers) († 12. August 1563) aus Flandern. Die Ehe blieb ohne Kinder.
Am 20. Januar 1564 heiratete er seine zweite Frau, die Gräfin Katharina von Stolberg-Wertheim (* 1531; † 22. August 1598). Sie war die Witwe des Grafen Michael III. von Wertheim (1529–1556). Auch diese Ehe blieb kinderlos.
Sein Bruder Otto IV. hingegen hatte mit Felicitas von Völs die folgenden vier Töchter:
- Sibylla († 1604) ⚭ 1596 Johann von Bronkhorst-Batenburg (1550–1617) (Eltern von Jost Maximilian von Bronckhorst-Gronsfeld)
- Johanna († 1633)

⚭ 1601 Graf Eitel Friedrich IV. von Hohenzollern-Hechingen (* 7. September 1545; † 16. Januar 1605)
⚭ 1606 Johann Georg Freiherr von Königsegg (* 1568; † 29. August 1622)
- Felicitas († um 1621), Äbtissin im Stift Herford
- Maria ⚭ 16. Oktober 1600 Christoph Franz von Wolkenstein (1567–1633)

Mit Agathe von Utrecht hatte er eine Tochter Anna, die er in seinem Testament mit 1500 Gulden bedachte.